# Краснопартизанский район (Оренбургская область)
Краснопартизанский район — административно-территориальная единица в составе Оренбургской и Чкаловской областей, существовавшая в 1935—1959 годах. Административный центр — село Троицкое.
Краснопартизанский район был образован в январе 1935 года в составе Оренбургской (в 1938—1957 — Чкаловской) области.
По данным 1945 года включал 13 сельсоветов: Аксютинский, Баландинский, Брянчаниновский, Воздвиженский, Лекаревский, Мияцкий, Новиковский, Оболенский, Осиновский, Поповский, Троицкий, Уваровский и Чкаловский.
3 апреля 1959 года Краснопартизанский район был упразднён, а его территория передана в Асекеевский район.